# Silvio Micheli
Silvio Micheli (Viareggio, 6 gennaio 1911 – Viareggio, 23 marzo 1990) è stato uno scrittore italiano.

## Biografia
Silvio Micheli nacque a Viareggio, in provincia di Lucca; trascorse un'infanzia serena legato alla sua terra, dalla quale trarrà i temi dei suoi romanzi.
Frequentò nella cittadina natale l'istituto tecnico-professionale e dopo il diploma si specializzò come disegnatore e progettista industriale.
Nel 1944 entrò a far parte di una formazione partigiana e da questa esperienza trasse lo spunto per i romanzi Giorni di fuoco e L'"Artiglio" ha confessato.
Con il romanzo Pane duro vinse il Premio Viareggio nel 1946. Più tardi, nel 1960, vinse nuovamente il Premio Viareggio per l'inchiesta giornalistica, con L'Artiglio ha confessato.
Nel 1946 entrò in corrispondenza con Natalia Ginzburg e invitò la scrittrice a collaborare alla rivista viareggina "Darsena nuova", da lui fondata e che come collaboratori annoverò anche Cesare Pavese, Vasco Pratolini, Alberto Moravia e Italo Calvino. In seguito fu direttore dell'emittente privata ReteVersilia; il suo impegno di pubblicista "si estese alle collaborazioni con Unità, Vie Nuove e il Mondo e firmò una serie di articoli di viaggio raccolti nel volume «Mongolia, sulle orme di Marco Polo» come pure una serie di analisi sulla Resistenza pubblicate nel volume «Giorni di fuoco»". Tra il 1960/1964 collabora anche con il Pioniere e il Pioniere dell'Unità  in cui vengono pubblicati alcuni suoi racconti.

## Opere
- Pane duro, Einaudi, Torino, 1946
- Un figlio, ella disse, Einaudi, Torino, 1947
- Tutta la verità, Einaudi, Torino, 1950
- Giorni di fuoco, Editori Riuniti, Roma, 1955
- Il facilone, Vallecchi, Firenze, 1959
- L'"Artiglio" ha confessato, Vallecchi, Firenze, 1960
- Capitani dell'ultima vela (I: Gran Lasco, II: Una famiglia viareggina nei mari del mondo), Mursia, Milano, 1972
- Gli aratori del mare, Baroni, Viareggio, 1996, ISBN 88-85408-69-9
- La storia dei corsari buoni, (I marinai viareggini), Baroni, Viareggio, 1996, ISBN 88-85408-90-7
- Mongolia. Sulle orme di Marco Polo, Bompiani, Milano, 1964
- Mongolia. In search of Marco Polo and other adventures, Harcourt Brace, New York, 1967; Hollis & Carter, London, 1967 (traduttore: Bruce Penman)